# Phoxinellus alepidotus
A Phoxinellus alepidotus a sugarasúszójú halak (Actinopterygii) osztályának a pontyalakúak (Cypriniformes) rendjébe, ezen belül a pontyfélék (Cyprinidae) családjába tartozó faj.
A Phoxinellus halnem típusfaja.

## Előfordulása
A Phoxinellus alepidotus Dalmácia tavaiban és folyóiban él.

## Megjelenése
A hal testhossza körülbelül 5-10 centiméter; legfeljebb 14,5 centiméter. E fajnak csupán egyetlen pikkelysora van a hiányos oldalvonal mentén. 38-40 csigolyája van.

## Életmódja
Apró rajhal. Tápláléka apró rákok és rovarlárvák.

## Szaporodása
A nőstény 2-3 különböző helyre rakja le ikráit.